# Edwin Ziegfeld
Edwin Ziegfeld (* 15. August 1905 in Columbus, Ohio; † 12. September 1987) war ein amerikanischer Kunstpädagoge.
Ziegfeld war Gründungsmitglied und erster Direktor der International Society for Education through Art.
Er unterrichtete über 30 Jahre Kunst am Teachers College der Columbia University und war Direktor des Owatonna School Art Programs.